# Генрих XX
Генрих ХХ (нем. Heinrich XX; 29 июня 1794, Оффенбах — 8 ноября 1859, Грайц) — имперский князь из дома Рейсс, правитель княжества Рейсс старшей линии в 1836—1859 годах. 

## Биография
Генрих ХХ был сыном князя Генриха XIII из старшей линии дома Рейсс и его жены княгини Луизы (1765–1837), дочери князя Карла Кристиана Нассау-Вайльбургского. Детство с родителями провёл в Вене.
Он принимал участие в войне против Франции в 1814 году в качестве адъютанта фельдмаршала Филиппа фон Гессен-Гомбурга. В 1836 году, после смерти своего старшего брата — Генриха XIX (имевшего лишь дочерей), стал следующим князем Рейсс старшей линии.

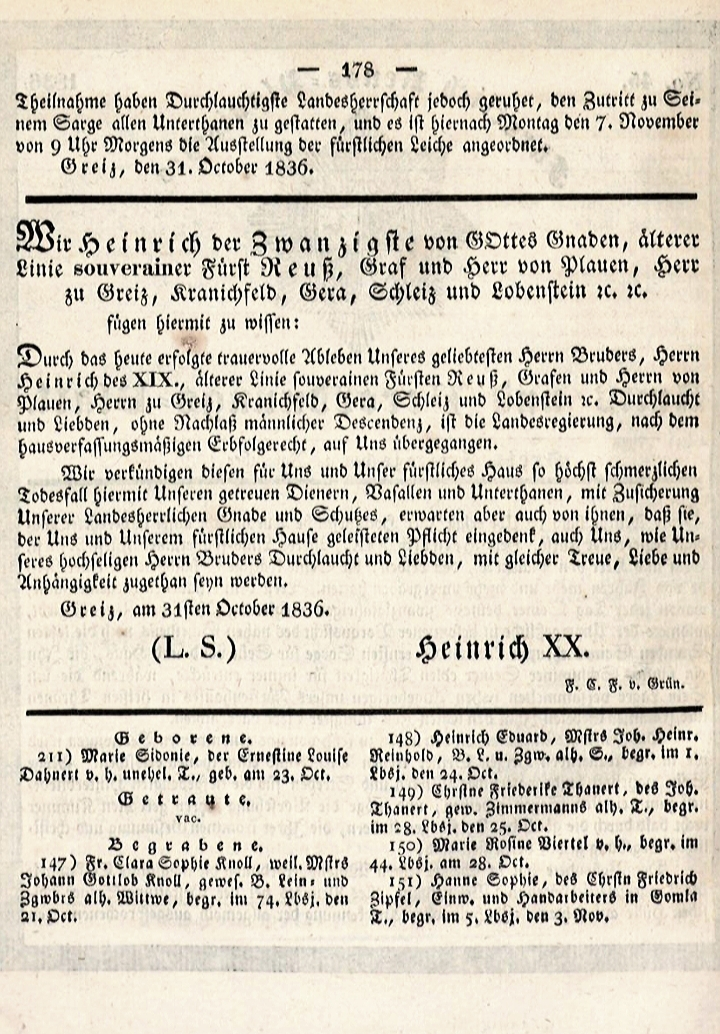
Объявление о приходе к власти принца Генриха XX.

Хотя Генрих ХХ придерживался абсолютистских взглядов, он дал добровольно стране конституцию в 1848 году. Однако она так и не была имплементирована. Будучи австрийским офицером, князь был единственным правителем Тюрингии наряду с герцогом Саксен-Майнингена Бернгардом II, который встал на сторону Австро-Венгрии в германском вопросе. Поскольку после смерти он оставил несовершеннолетнего сына, его жена взяла на себя регентство в стране.

## Семья
Генрих ХХ женился 25 ноября 1834 года в замке Хайд на княжне Софии Марии Терезе Лёвенштейн-Вертхайм-Розенбергской (1809 — 1838), дочери князя Карла Томаса Левенштейн-Вертхайм-Розенбергского (1783-1849) и графини Софии Людовики Вильгельмины Виндиш-Грецской (1784-1848). Брак остался бездетным.
1 октября 1839 года Генрих ХХ женился вторично на Каролине (1819–1872), дочери ландграфа Густава фон Гессен-Гомбургского (1781–1848) и княжны Луизы Фридерики Анхальт-Дессаусской (1798–1858) в Гомбурге, от которой у него было пять детей:
- Гермина (1840–1890) замужем за князем Гуго (1822–1897) Шенбург-Вальденбургским
- Генрих XXI (1844–1844)
- Генрих XXII (1846–1902), князь Рейсс-Грейц
- Генрих XXIII (1848–1861)
- Мария (1855–1909) замужем за графом Фридрихом (1847–1889) Изенбургским и Бюдинген-Меерхольцским

У Генриха был внебрачный сын от Изабеллы Фрайфрау фон Дахенхаузен:
- Генрих (1822–1892), дворянин и с 1857 года барон фон Ротенталь[6]

и внебрачная дочь от Эмилии Фрич, которая родилась до его первого брака
- Изабелла Вальдхаус (1824/1825–1898) замужем за  Вильгельмом Хеннингом[источник не указан 1081 день]